# 날개 (이나바 코시의 노래)
〈날개〉(일본어: 羽 하네[*])는 일본의 음악 유닛 B'z의 보컬리스트 이나바 코시가 2016년 1월 13일에 빙에서 발매하는 다섯 번째 싱글이다.

## 개요
배포 한정 발매였던 전작 〈Saturday〉로부터 약 2년만이 되는 싱글이다.
본작은 CD 뿐인 ‘통상반’에 더해져, 최신 라이브 영상이 수록된 DVD/블루레이가 부속된 ‘초회한정반’과, 수록곡의 타이업처의 하나인 플레이스테이션 4/플레이스테이션 3전용 게임 소프트웨어 《용과 같이 키와미》(세가 게임스)에 관한 영상 등이 부속되는 특별 패키지 ‘용과 같이반’의 3형태로 발매된다.

## 발매 형태
통상반
CD만의 형태.
초회한정반(CD＋DVD)
초회한정반(CD＋블루레이)
‘CD＋DVD’ 및 ‘CD＋블루레이’의 형태. 부속된 영상 소프트웨어에는, 2014년 6월에 시나가와 스텔라볼에서만 10 공연을 감행한 프리미엄 라이브를 수록한 영상작품 《Koshi Inaba LIVE 2014: en-ball》에, 미수록한 6곡의 라이브 영상을 수록.
용과 같이반(CD+DVD+블루레이)
‘CD+DVD+블루레이’의 형태. 디지백의 삼방면 케이스 사양. 부속된 영상의 소프트에는, 게임 소프트웨어 《용과 같이 키와미》의 타이업 악곡이며, CD 미수록이 된 〈Receive You [Reborn]〉의 뮤직비디오, 및 《용과 같이》 시리즈의 종합 감독인 나고시 토시히로와 이나바 코시와의 대담 영상을 수록. 그 외, 《용과 같이 키와미》전용 프로덕트 코드가 봉입되어 있으며, 게임 내에서 사용하면 한정 버전의 오리지널 오프닝 영상을 시청할 수 있다.

## 수록 내용

### CD
1. 날개(羽)
요미우리 TV 닛폰 TV계 애니메이션 《명탐정 코난》 여는 곡.
2. Symphony #9
3. BLEED
세가 게임즈 《용과 같이 극》 테마송이다.
4. 수로(水路)
WOWOW 드라마 《오단》 주제가.

### ‘초회한정반’ 부속의 영상 소프트웨어
2014년 6월에 시나가와 스텔라볼에서 10공연 감행한 라이브 《Koshi Inaba LIVE 2014: en-ball》에서, 6곡의 라이브 영상을 수록. 
1. CAGE FIGHT
2. AKATSUKI
3. 그 switch를 눌려라(そのswitchを押せ)
4. 아무것도 없는 거리(なにもないまち)
5. 절대(적)(絶対(的))
6. Salvation

### ‘용과 같이반’ 부속의 영상 소프트웨어
- Receive You [Reborn] 《용과 같이 키와미》ver. 뮤직비디오
본작 한정의 수록곡. 전편 《용과 같이 키와미》 최신 영상에 의한 뮤직비디오.
- 이나바 코시 × 나고시 토시히로 《용과 같이》 시리즈 종합 감독 스페셜 대담
이나바 코시와, 《용과 같이》 시리즈의 종합 감독인 나고시 토시히로와의 대담 영상.

## 참가 음악가
- 이나바 코시: 보컬, 전곡 작사 · 작곡 · 편곡

| TV 애니메이션 《명탐정 코난》 여는 곡 2016년 1월 9일 (804화) ~ 5월 7일 (816화) |                      |                                          |
| 이전 곡: La PomPon 〈수수께끼〉                                                | 이나바 코시 〈날개〉 | 다음 곡: B'z 〈세계는 당신의 색이 된다〉 |